# 劉祺
劉祺（1484年—？），字吉甫，山東青州府壽光縣人，軍籍，明朝政治人物。

## 生平
山東鄉試第四十七名舉人。正德十二年（1517年）中式丁丑科會試第一百八十一名，登第三甲第一百九十二名進士。吏部观政，授行人，嘉靖元年（1522年）六月选授兵科给事中，三年十二月升右给事中，晋兵科左，六年五月升户科都给事中，卒于官。

## 家族
曾祖劉進；祖父劉友勝；父劉清，母李氏。重庆下。兄禄、福。弟礼、裾、禋、祜。